# Aletinus akinini
Aletinus akinini là một loài bọ cánh cứng trong họ Rhynchitidae. Loài này được Faust miêu tả khoa học năm 1885.